# 查尔顿漫画
查尔顿漫画（英語：Charlton Comics）是一家存在于1945年到1986年的美国漫画书出版公司，1944年最初名为T.W.O.查尔斯公司（英語：T.W.O. Charles Company）。该出版社总部位于康涅狄格州的德比。漫画只是查尔顿出版公司（英語：Charlton Publications）的产品线之一，该出版公司还出版杂志（主要是歌-词杂志）、益智图书及其他书籍（以Monarch和Gold Star的名号出版）。该出版公司还拥有自己的发行公司（Capital Distribution）。